# Whatcha Doin' Today?
Whatcha Doin' Today? è il primo singolo estratto dall'album 4Minute World.
La canzone è stata registrata nel 2014.

## Il brano
Il 7 marzo 2014, vengono pubblicate varie foto teaser che mostrano il singolo e l'album.
Due giorni prima vengono pubblicati vari teaser del video.
Il 18 marzo 2014, viene pubblicato il cd fisico.

## Classifiche
| Classifica                 | Posizione massima |
| -------------------------- | ----------------- |
| Gaon Digital chart         | 1                 |
| Gaon Streaming chart       | 4                 |
| Gaon Download chart        | 1                 |
| Gaon BGM chart             | 1                 |
| Gaon Mobile Ringtone chart | 4                 |